# Dante Alighieri
Dante Alighieri, kendt under sit forfatternavn Dante (født 29. maj 1265 i Firenze, død 14. september 1321 i Ravenna) var en italiensk forfatter og politiker, i den europæiske litteratur sat på linje med Homer, Shakespeare, Goethe og Dostojevskij.
Dantes hovedværk er Den guddommelige komedie, et episk digt om en rejse gennem helvede, skærsilden og paradiset.

## Betydning
Dante er en af grundlæggerne af italiensk sprog og litteratur. Han var bundet til Firenze i et stærkt had-kærlighedsforhold efter at være dømt til forvisning i 1301. I dag mindes byen ham med monumenter og marmorplader med citater fra Den guddommelige Komedie og om de stridigheder mellem florentinerne der ændrede Firenze og Dantes liv. Hans imposante gravmæle i Firenze er tomt: han fik aldrig lov til at vende tilbage til Firenze efter sin landsforvisning. Han døde i Ravenna og ligger der begravet ved kirken og klosteret S. Francesco.
Hans traktat De Monarchia var rettet mod den katolske kirkes ambitioner om magt og stod på kirkens indeks over forbudte bøger helt til 1897. Først i 1921, på 600-årsdagen for hans død, blev hans politiske tænkning taget til nåde af kirken ved en encyklika.

## Opvækst og ungdom
Ikke meget er kendt om Dantes liv, selv om der blev skrevet biografier om ham allerede i generationen efter hans død. Han flakkede en stor del af livet om i landsforvisning. Han stavede egentlig sit efternavn "Alaghieri", selv om stavemåden "Alighieri" som nu er den sædvanlige, også var kendt den gang.
Dantes mor Bella døde omkring 1272 og efterlod sin mand Alighiero di Bellincione med den syvårige søn og en datter. Bellincione giftede sig med Lapa Cialuffi, og fik med hende sønnen Francesco og to døtre. Bellincione var sandsynligvis pengeudlåner og døde mellem 1281 og 1283. Dante blev dermed familiens forsørger og solgte de gældsbreve hans far efterlod sig. 9. februar 1277 havde Bellincione fået sin 11-årige søn forlovet med nabopigen Gemma Donati, der ville få det dobbelte af den sædvanlige medgift af sin far.
Dante fik en humanistisk uddannelse; han fulgte både forelæsninger ved franciskanerkirken Santa Croce og dominikanerkirken Santa Maria Novella. Han blev ven med maleren Giotto di Bondone, der også kom fra Firenze og var to år yngre. De tilhørte samme laug og sympatiserede med tiggermunkene, der gik i Frans af Assisis spor. I Den guddommelige komedie omtaler Dante sin ven Giotto; Dante praler af at navnet Dante snart vil være på alles læber, ligesom Giotto havde sat den berømte maler Cimabue i skyggen. Ligesom datidens bodsprædikanter var Dante og Giotto optaget af at dommedag vender rigdom og magt til en forbandelse, så af dem der slipper ind i himlen, skal de fattige være flest, mens de rige havner i helvedes flammer.
Dante skrev digte og omgikkes byaristokratiet i Firenze. Ifølge ham selv var han knap ni år da han første gang så den otteårige Beatrice Portinari (1266-90), også kaldt "Bice", datter af bankmanden Folco Portinari i hendes fars palazzo i Firenze. Om det er hende, er omdiskuteret; først foreslået af den langt senere Boccaccio. Hun var ifølge Dante klædt i en højrød kjole og fascinerede ham helt: "Fra den tid styredes min sjæl fuldstændigt af kærligheden." Først i 1283 mødtes de, da han var atten år, og Beatrice klædt i hvidt hilste på ham, da de passerede hinanden på gaden – alt sammen ifølge hans egen litterære fremstilling, som ikke lader sig kontrollere. Henrykt trak han sig tilbage til sit værelse for at tænke på hende. Han faldt i søvn og drømte. Det blev emnet for den første sonet i hans La Vita Nuova. Men arrangeret ægteskab var normen i Firenzes overklasse, og 21 år gammel blev Dante gift med Gemma, som ikke omtales i nogen af hans digte. Kun ved vi, at han inden sin landsflygtighed i 1301 var far til tre børn: Pietro, Jacopo og Antonia.
Beatrice Portinari (hvis det altså var hende) giftede sig året efter Dante med bankmanden Simone dei Bardi, men døde fra ham kun tre år senere, 24 år gammel. Dante fremstiller sig selv som knust over hendes død. Beatrice og hendes barnepige Monna Tessa er gravlagt i kirken Santa Margherita dei Cerchi, kun 20 m fra Dantes hjem ved Castagna-tårnet. Hans hjem findes ikke mere, men på eller nær stedet ligger et museum for digteren, Casa di Dante. Han skildrer sit møde med Beatrice i Vita Nuova, men det er usikkert hvad der er digt, og hvad der er virkelighed. Dante dyrkede filosofiske studier og engagerede sig lidenskabeligt i Firenzes politiske liv.
Dante var meget inspireret af de romerske digtere Vergil og Ovid. I lighed med Ovid levede han den sidste del af sit liv i politisk eksil. . I Den guddommelige komedie møder han i en mørk skov "en mand, der lød hæs fra sin lange tavshed" – det kan tolkes på forskellig vis. Manden beskriver sig selv som digter og forfatter af Æneiden. Dante svarer ham ved at parafrasere dronning Didos ord, da hun genkendte Æneas i Kartago: "Er du så Vergil?" (Or se’ tu quel Virgilio?) Selv om Dante ikke havde direkte adgang til Homers værker, findes der flere referencer til både Iliaden og Odysseen; sandsynligvis en viden han har fået gennem de romerske forfattere. Også Cicero inspirerede Dante i hans politiske karriere.

## Striden mellem ghibellinerne og guelferne
Den gamle strid mellem ghibellinerne og guelferne erstattedes af en ny mellem de sejrende guelfere, som blev splittet i to: "de sorte", som støttede pavedømmet, og "de hvide", som modsatte sig pave Bonifatius 8.s indblanding i Firenzes anliggender. Imidlertid valgte Dante uheldigt da han blev en hovedfigur i "de hvides" parti, som blev det tabende i 1302, mens Dante var på diplomatisk mission i Rom. Den politiske situation var så omskiftelig i de italienske bystater at de fleste efter tur havnede på den tabende side. Landsforvisninger af politiske modstandere hørte til dagens orden, og varede kun til de atter kom til magten.
Da Dante blev valgt til rådmand – sommeren 1300 som en af seks priori, dvs. rådmænd – prøvede han at lægge låg på konflikterne. Men han var blandt dem der fældede dom over  deltagerne i en alvorlig politisk gadekamp. Blandt dem der blev idømt forvisning, var Dantes ven og forbillede Guido Cavalcanti, der døde snart efter, og pavens mand i Firenze, Corso Donati. Ved pavens og franskmændenes hjælp vandt Donati magten i Firenze det følgende år, og hævnede sig på sine dommere. Da Dante kom hjem fra diplomatiske missioner i vinteren 1301-02, var det til et nyt, "sort" Firenze. "De sorte" fordrev "de hvide" og dømte Dante til døden, da han hverken ville betale en bøde eller tilstå embedsmisbrug, bedrageri og forræderi. Hans ejendom blev beslaglagt. I nitten år flakkede Dante om i Mellem- og Norditalien og vendte aldrig tilbage til sin fødeby. Resten af livet var han fattig og landflygtig og tilbragte megen tid ved forskellige fyrstehoffer. Han fik dog fuldendt sit livsværk: Den Guddommelige Komedie, som eftertiden har kaldt den. Selv omtaler han den blot som la comedia, skrevet med småt efter tidens skik. Om det er en titel eller blot en genrebetegnelse, er uvist. Han var længe gæst hos Veronas hersker, Can Grande della Scala, og døde i Ravenna efter en diplomatisk rejse til Venezia i bystatens ærinde.

## Værker
- La Divina Commedia (livsværket; nyeste danske udgave: Dantes guddommelige komedie, på danske vers og med kommentarer af Ole Meyer, København 2000; 6. reviderede udgave, 2021; urimede 11-stavelsesvers. Heri også biografi m.m. Tidligere oversættelser Christian F. Molbech 1851-62, rimet, Knud Hee Andersen 1963, blankvers.)
- Vita Nuova (ungdomsværk, digtkreds; Nyt liv : La vita nuova / Oversat fra italiensk af Johannes Dam, København 1915, genudgivet 1965)
- Convivio (encyklopædisk-filosofisk værk, ikke oversat til dansk)
- De monarchia (politisk værk om kejserdømmet og verdensfreden, på dansk ved Ditlev Tamm, 2020)
- De vulgari Eloquentia, dvs. Om Veltalenhed/Litteratur på Folkesproget, oversat til dansk af Hanne Roer, 2005.

## Eftermæle
Dante var berømt allerede i sin levetid. Ved slutningen af 1300-tallet var det gængs at holde offentlige oplæsninger med kommentarer til Komedien. Det gjorde blandt andre Boccaccio. Senere sørgede blandt andre Petrarca for at interessen aftog; men i 1481 udførte Botticelli pragtfulde illustrationer til værket. Ikke mindst lod Michelangelo sig inspirere under udførelsen af det Sixtinske Kapel. Efter middelalderen var den litterære interesse imidlertid længe så fraværende at dronning Kristina klagede over at Dante i sit hjemland hverken blev læst eller forstået. Voltaire sagde lige ud: "Dante er en dåre, og hans værk et monstrum." Men i 1730 skrev Giambattista Vico Opdagelse af den sande Dante, en parallel til hans værk om "den sande Homer". Fra da af blev Homer, Dante og Shakespeare regnet som litteraturens "tre store". Balzac dristede sig til at kalde sin romanserie Den menneskelige komedie.